# Рикардо Ла Волпе
Рикардо Ла Волпе (на испански: Ricardo La Volpe) е аржентински футболист, вратар и треньор.

## Кариера
Играе на поста вратар, световен шампион през 1978 г. През 1970-те г. играе за Банфилд и Сан Лоренцо и завършва кариерата си в клубове в Мексико. Повечето от треньорската си кариера прекарва в мексикански отбори, включително ръководи мексиканския национален отбор на Световното първенство през 2006 г. Известен с тактическата си гъвкавост по време на мачове и начина на поведение на треньорската скамейка.

## Отличия

### Международни
Аржентина
- Световно първенство по футбол: 1978

### Треньор
Атланте
- Примера дивисион: 1992/93

Мексико
- КОНКАКАФ Голд Къп: 2003